# Oʻzbekiston Futbol Federatsiyasi
Oʻzbekiston Futbol Federatsiyasi – ogólnokrajowy związek sportowy, działający na terenie Uzbekistanu, będący jedynym prawnym reprezentantem uzbeckiej piłki nożnej, zarówno mężczyzn, jak i kobiet, we wszystkich kategoriach wiekowych w kraju i za granicą. Siedziba związku mieści się w Taszkencie.

## Historia
Jedna z pierwszych drużyn piłkarskich powstała w 1912 roku w Ferganie, zaraz potem powstały ośrodki w Samarkandzie, Taszkencie, Andiżanie i Namanganie. W połowie lat 20. zaczęto już rozgrywać zawody o mistrzostwo Republiki Uzbekistanu. W roku 1928 powstała reprezentacja kraju, która wzięła udział w moskiewskiej spartakiadzie. W 1938 Kluby z Taszkentu: Dinamo, Spartak i Lokomotiv startują w rozgrywkach o puchar ZSRR (klasa rozgrywkowa B).
Związek powstał w 1946 roku w ówczesnej Uzbeckiej SRR jako oddział Związku Piłki Nożnej ZSRR.
W roku 1956 powstaje klub Paxtakor Taszkent i zaczyna się nowa era w historii uzbeckiego futbolu. W 1962 i 1982 roku Paxtakor zakończył sezon na 6. miejscu w wyższej lidze (ekstraklasa) ZSRR, a w 1968 był finalistą Pucharu Związku Radzieckiego. W wyższej lidze krótko występowały też takie drużyny, jak: Buston Dżizzak, Neftchiannik Fergana (dziś: Neftczi Fergana), Navbahor Namangan czy Dinamo Samarkanda. Paxtakor do dziś pozostał czołowym klubem Uzbekistanu i seryjnie zdobywa mistrzostwa kraju.
W 1993 poprzez głosowanie zdecydowano o przystąpieniu niepodległego Uzbekistanu do Piłkarskiej Federacji Azji (AFC). Najpierw był członkiem asocjacyjnym, a w 1994 oficjalnie przystąpił do AFC oraz FIFA. Chociaż Federacja Piłkarska Uzbekistanu została przyjęta do FIFA i AFC w 1994 roku, reprezentacja Uzbekistanu mogła grać mecze międzynarodowe pod auspicjami FIFA od 1992 roku. W 2000 roku futsalowa reprezentacja Uzbekistanu zajęła 2. miejsce w mistrzostwach Azji, a w 2002 roku reprezentacja młodzieżowa (under 20) wywalczyła prawo startu w mistrzostwach świata.
W rozgrywkach 1. ligi Uzbekistanu (Oliy Liga) uczestniczy 16 drużyn, natomiast w 2.lidze gra 15 drużyn.
Do roku 2009 Uzbecki Związek Piłki Nożnej sterował wszystkimi rozgrywkami piłki nożnej, w tym turniejami reprezentacji i mistrzostw Uzbekistanu. Ale w 2009 roku w Uzbekistanie została stworzona inna organizacja piłkarska – Profesjonalna Liga Futbolu Uzbekistanu (PFL Uzbekistanu), która rozpoczęła zarządzać i kontrolować Mistrzostwa Uzbekistanu, pozostawiając Federacji Piłki Nożnej kontrolować jedynie narodowe reprezentacje Uzbekistanu różnych kategorii wiekowych. Jednocześnie, PFL Uzbekistanu jest podrzędna w stosunku do Federacji Piłkarskiej Uzbekistanu.
Od 2006 Prezydentem związku jest Mirabror Usmanov.

## Prezesowie
- 1992 – 1994:?
- 1995 – 2005: Zakir Almatov
- od 2006: Mirabror Usmanov